# Hannu Lintu
Hannu Lintu (Rauma, 13. listopada 1967.) finski je dirigent.
Lintu je učio svirati glasovir i violončelo na konzervatoriju u Turkuu, te se kasnije usavršavao na Akademiji Sibelius. Na akademiji je studirao i dirigiranje u klasi zajedno s drugim budućim dirigentima kao što su Jorma Panula i Eri Klas. Pohađao je i seminare te dodatne sate dirigiranja s Ilijom Aleksandrovičem Musinom. 1994. godine osvojio je Nordijsko dirigentsko natjecanje u norveškom Bergenu. Dvije godine kasnije, maturirao je na Akademiji Sibelius s najvišim ocjenama i svim počastima. Od rujna 2015. radi kao profesor dirigiranja na Akademiji.
Od 1998. do 2001. bio je šef dirigent Filharmonije Turku. Tijekom 2005. godine bio je umjetnički voditelj Ljetnog glazbenog festivala finske suvremene glazbe, koji organizira ansambl suvremene glazbe Avanti! Od 2009. do 2013. godine bio je šef dirigent Filharmonije Tampere. U prosincu 2010. postao je osmi šef dirigent Simfonijskog orkestra Finskog radija, s početkom rada 1. kolovoza 2013. na sljedeće tri godine. Tijekom sezone 2012./13. bio je gostujući dirigent orkestra, prije nego što ga je preuzeo kao šef dirigent. Tijekom akademske godine 2014./15. produžio je ugovor do 2018. godine.
Izvan Finske, radio je kao šef dirigent Simfonijskog orkestra u švedskom Helsingborgu od 2002. do 2005. godine. U siječnju 2009. održao je koncert kao gostujući dirigent Irskog nacionalnog simfonijskog orkestra. Nakon tog nastupa, imenovan je pomoćnim dirigentom orkestra za sezonu 2010./11.
Lintu surađuje s diskografskim kućama Claves, Dacapo, Danacord, Hyperion, Naxos i Ondine. Na ljeto 2015. snimio je koncerte za violinu Felixa Mendelssohna i Petra Iljičija Čajkovskog zajedno s Berlinskim simfonijskim orkestrom, koji je pratio japanskog violinsta Fumiakija Miuru.

## Vanjske poveznice
- (engl.) Official Hannu Lintu - službene stranice
- (engl.) Hannu Lintu na Virtual International Authority File